# Fahrräder der Schweizer Armee

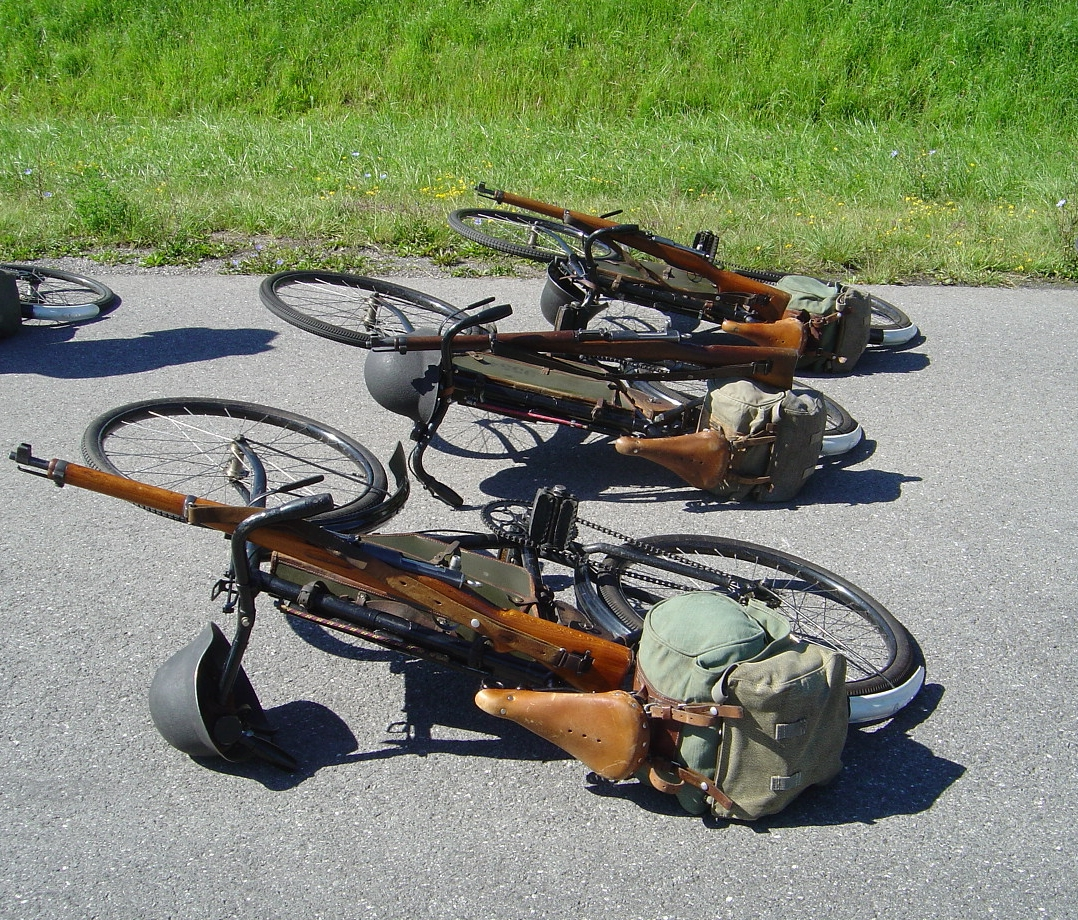
Ordonnanzräder 05 der Schweizer Armee. »Die Soldaten hechten über den Fahrradlenker und kippen im Flug ihr Gefährt auf die linke Seite, weil sich die Munitionstasche am Rahmen nur rechts öffnen lässt«.

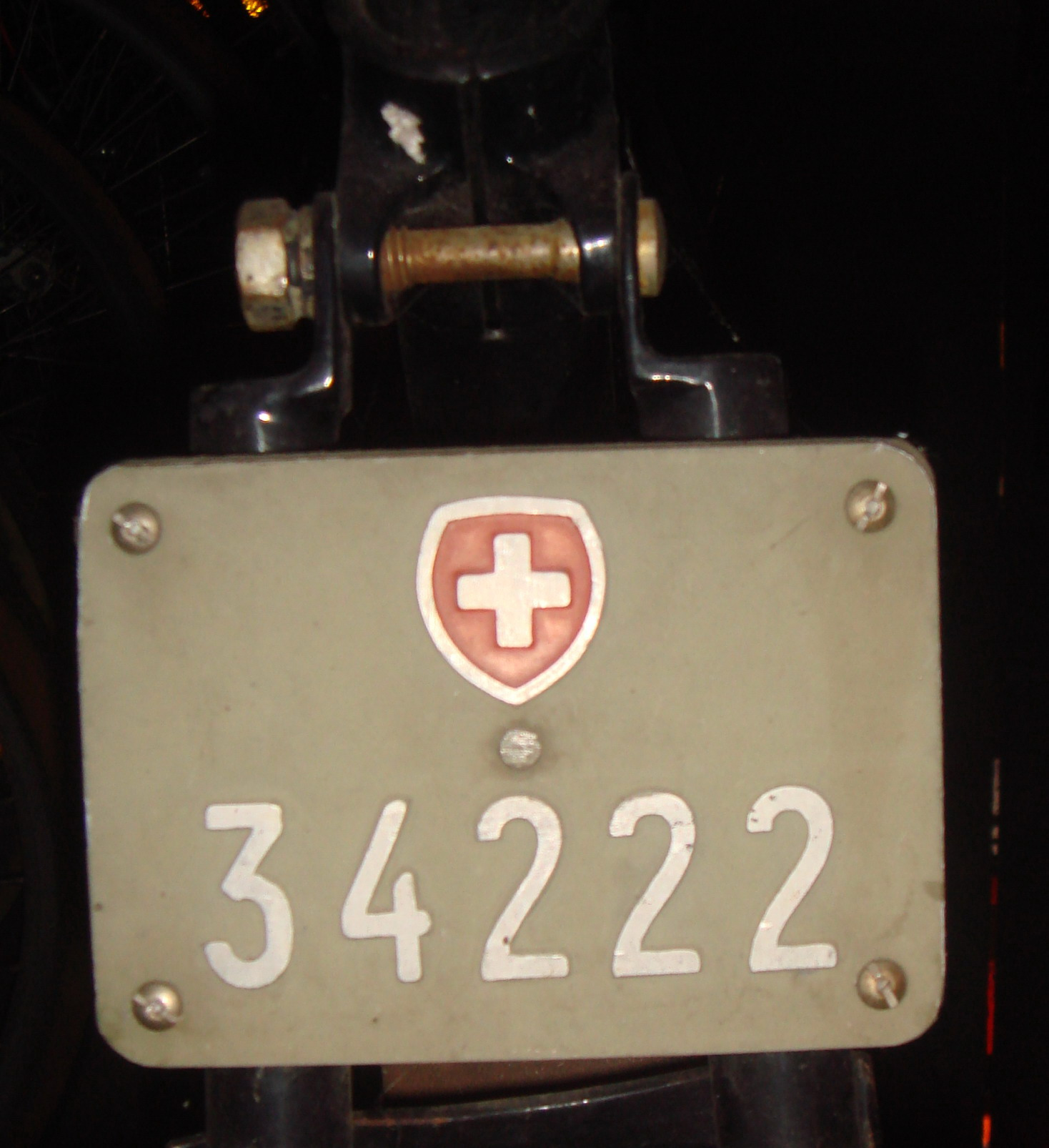
Zeughausnummer Ordonnanzrad 05

Die Schweizer Armee setzt seit 1905 Militärfahrräder ein. Seit der im Jahr 2003 erfolgten Abschaffung der Radfahrtruppen im Rahmen der Armeereform Armee XXI dienen sie nur noch als Transportmittel im Rahmen von Ausbildungsdiensten.

## Ordonnanzrad 05
Das Ordonnanzrad 05 war ein eigens für die Radfahrtruppen der Schweizer Armee konzipiertes Dienstfahrrad, das umgangssprachlich auch als Militärvelo oder Armeerad bezeichnet wird.
In den Jahren 1904 bis 1988 wurden von den Unternehmen Condor, Cosmos, Schwalbe, Zesar und MaFaG insgesamt über 68.000 Stück der 22,5 kg schweren Räder gebaut. Jedes für die Schweizer Armee gefertigte Rad ist durch eine am Sattelrohr eingravierte Rahmennummer zu identifizieren. Aktuell sind demnach 68.614 Räder nachgewiesen.
Zur technischen Ausstattung des Rades gehört eine 1-Gang-Nabe, eine Stempelbremse, eine Rücktrittbremse sowie zusätzlich eine ab 1944 eingebaute Böni-Trommelbremse. Eingesetzt wurde es in drei Radfahrerregimentern (Rdf Rgt). Diese wurden bereits 1891 aufgestellt, bis 1904 musste jedoch jeder Soldat sein eigenes Fahrrad mitbringen.
Bei der korrekten Bezeichnung des Rades ergeben sich gewisse Differenzen. Im Kontext der Ausrüstungsgegenstände der Schweizer Armee kann dann von Ordonnanz gesprochen werden, wenn der Beschluss gefasst wurde, einen exakt beschriebenen Gegenstand in die Armee einzuführen. Faktisch ist dies im Bezug zum Rad erst mit der Einführung der Böni-Trommelbremse im Jahr 1944 der Fall, als jene Komponente den offiziellen Status der Ordonnanz erhielt.

## Fahrrad 93
Das Ordonnanzrad 05 wurde im Jahr 1993 durch das wesentlich modernere Fahrrad 93 mit 7-Gang-Schaltung abgelöst. Condor stellte 5500 Stück zu einem Preis von je CHF 2'200 her.
Die technischen Daten des Fahrrads 93 sind:
- Schaltung: 7-Gang-Schaltung Shimano XT am Hinterrad
- Bremsen: Hydraulik-Felgenbremsen von Magura, keramikbeschichtete Felgen
- Dynamo: Speichendynamo FER 2000
- Zubehör: Rahmentasche, Satteltasche
- Gewicht: 21,5 kg

## Fahrrad 12
2012 beschaffte das VBS ein neues Modell von Armeefahrrädern, da die mit dem Bau des Fahrrads 93 beauftragte Unternehmung seit 1995 keine Fahrräder mehr herstellte und da für das speziell für die Armee hergestellte Fahrrad 93 keine Ersatzteile mehr erhältlich waren. Daher wurde bei der Neubeschaffung die Verwendung handelsüblicher Komponenten des zivilen Fahrradmarkts vorgeschrieben.
Der Schweizer Fahrradhersteller Simpel erhielt den Zuschlag zur Lieferung und Wartung von 4'100 neuen Fahrrädern zu einem Preis von 10,2 Mio. CHF (ca. 2'490 CHF pro Rad, inklusive Wartungskostenanteil auf 10 Jahre). Das «Fahrrad 12» hat folgende technische Daten:
- Rahmen: Aluminium AN6, schwarz lackiert
- Übersetzung: 8-Gang-Nabenschaltung Shimano Alfine
- Dynamo: Nabendynamo Shimano Alfine DH-S501
- Bremsen: Scheibenbremse Magura MT4 vorn und hinten
- Zubehör: Abus-Rahmentasche Onyx ST 250 inkl. Inhalt
- Gewicht: 16,8 kg

Nachdem in der Ausschreibung unterlegene Fahrradhersteller Kritik an der Beschaffung übten, forderte Nationalrat Éric Voruz (SP), dass sich die sicherheitspolitische Kommission seines Rates, deren Mitglied er ist, mit dem Geschäft beschäftigen solle.